# 斯沃茨克里克 (密歇根州)
斯沃茨克里克（英語：Swartz Creek）是一個位於美國密歇根州傑納西縣的城市。

## 人口
根據2020年美國人口普查的數據，斯沃茨克里克的面積為10.86平方千米，當中陸地面積為10.86平方千米，而水域面積為0.00平方千米。當地共有人口5897人，而人口密度為每平方千米543人。